# Like Moths to Flames
Like Moths to Flames é uma banda de metalcore americana de Colombus, Ohio formada em 2010. A banda foi criada por Cris Roetter e Aaron Evans (únicos membros originais até hoje na banda). Eles lançaram seu primeiro EP pela Nuclear Blast Records, seus últimos álbuns levam o selo da já conhecida Rise Records.

## História

### Início
Formada em Columbus, Ohio, no início de 2010, o vocalista Chris Roetter formou a banda depois de ser vocalista da banda Agraceful por um curto período de tempo, e também da Emarosa. A formação foi estabilizada, e a banda lançou um single intitulado "Dead Routine" em 7 de fevereiro de 2010.

### Sweet Talker e Rise Records(2010)
Em 17 de outubro de 2010 foi anunciado que Like Moths to Flames tinha assinado com a Rise Records e já estavam trabalhando em seu  primeiro EP. Dois meses depois, a banda lançou seu EP intitulado "Sweet Talker" em 14 de dezembro de 2010. Para ajudar a apoiar a sua nova música, a banda começou a apoiar as bandas, Texas in July e A Hero A Fake na turnê "A Metal Christmas" durante o final de 2010. Um pouco antes do EP ser lançado, o baterista Jordan Matz saiu da banda, e foi substituído por Lance Greenfield.

### When We Don't Existe saída de Douglas, Greenfield, e Rutherford (2011-atualmente)
Com uma turnê contínua até 2011, a banda decidiu entrar em estúdio para gravar o seu primeiro álbum de estúdio. Logo antes da banda entrar em estúdio, o baixista Aaron Douglas deixou a banda. Eli Ford (anteriormente do My Ticket Home) entrou no lugar de Douglas na guitarra e Aaron Evans mudou-se para o baixo. Em 31 de agosto de 2011, foi anunciado que o álbum seria intitulado "When We Don't Exist"  e seria lançado no início de novembro. Depois de terminar a produção. "When We Don't Exist" foi lançado em 8 de novembro de 2011 pela Rise Records. Em janeiro de 2012 a banda entrou na turnê S.I.N. com as bandas de apoio D.R.U.G.S., Hit the Lights e Sparks the Rescue de suporte ao álbum. Logo depois, eles excursionaram com as bandas Texas in July e Hundredth.
O baterista Lance Greenfield foi expulso da banda no início de 2012, e foi temporariamente substituído pelo ex-baterista do Legion Kevin Rutherford. Kevin foi então substituído por Greg Diamond, ex-baterista do The Air I Breathe, por razões desconhecidas.

## Integrantes
Atuais
- Aaron Evans – baixo, vocal de apoio (2011–presente) guitarra base (2010–2011) (ex-TerraFirma)
- Zach Pishney – guitarra (2016–presente)
- Chris Roetter – vocal (2010–presente) (ex-Agraceful e Emarosa)
- Jeremy Smith – guitarra (2015–presente)
- Greg Diamond -  bateria (2012-presente) (ex-The Air I Breathe)

Ex-integrantes
- Aaron Douglas – baixo, vocal de apoio (2010–2011)
- Lance Greenfield – bateria, percussão (2011–2012) (agora no The Lions)
- Jordan Matz - bateria, percussão (2010-2011) (agora no The Crimson Armada)
- Kevin Rutherford – bateria, percussão (2012) (ex-Legion)
- Eli Ford - guitarra (2011 - 2016) (ex - My Ticket Home)
- Zach Huston - guitarra (2010-2014) (ex- TerraFirma)

## Discografia
Álbums de estúdio
- When We Don't Exist (Rise Records/Nuclear Blast - 2011)
- An Eye for A Eye (Rise Records/Nuclear Blast - 2013)
- The Dying Things We Live For (Rise Records - 2015)
- Dark Divine (Rise Records - 2017)

EPs
- Sweet Talker (Rise Records - 2010)
- The Dream Is Dead (Rise Records - 2014)